# آبشار تالی
آبشار تالی (به انگلیسی: Tully Falls) آبشاری است که در کوئینزلند، استرالیا واقع شده و ارتفاع کلی ریزشگاه آن ۲۹۳ متر است.